# پریش ایبریا (لوئیزیانا)
ایبریا پریش (به انگلیسی: Iberia Parish) یک قصبه در ایالات متحده آمریکا است که در لوئیزیانا واقع شده‌است.

## خصوصیات
ایبریا پریش ۲٬۶۷۰٫۲۹ کیلومترمربع مساحت دارد.